# 石田川 (太田市)
石田川（いしだがわ）は、群馬県太田市を流れる利根川水系の河川。一級河川の指定上流端は、太田市新田大根町字新屋敷。

## 地理
流端から南へ流れ、太田市世良田町で東に転じ、太田市古戸町の埼玉県熊谷市との境界付近で利根川に合流する。

## 流域自治体
群馬県
太田市

## 歴史
- 1947年 - カスリーン台風の被害を受ける[3]。
- 1949年 - キティー台風の被害を受ける[3]。
- 2019年10月13日 - 令和元年東日本台風（台風19号）の影響により太田市下田島町付近[4]、および太田市古戸町付近[5]、太田市牛沢町付近で氾濫が発生[6]。

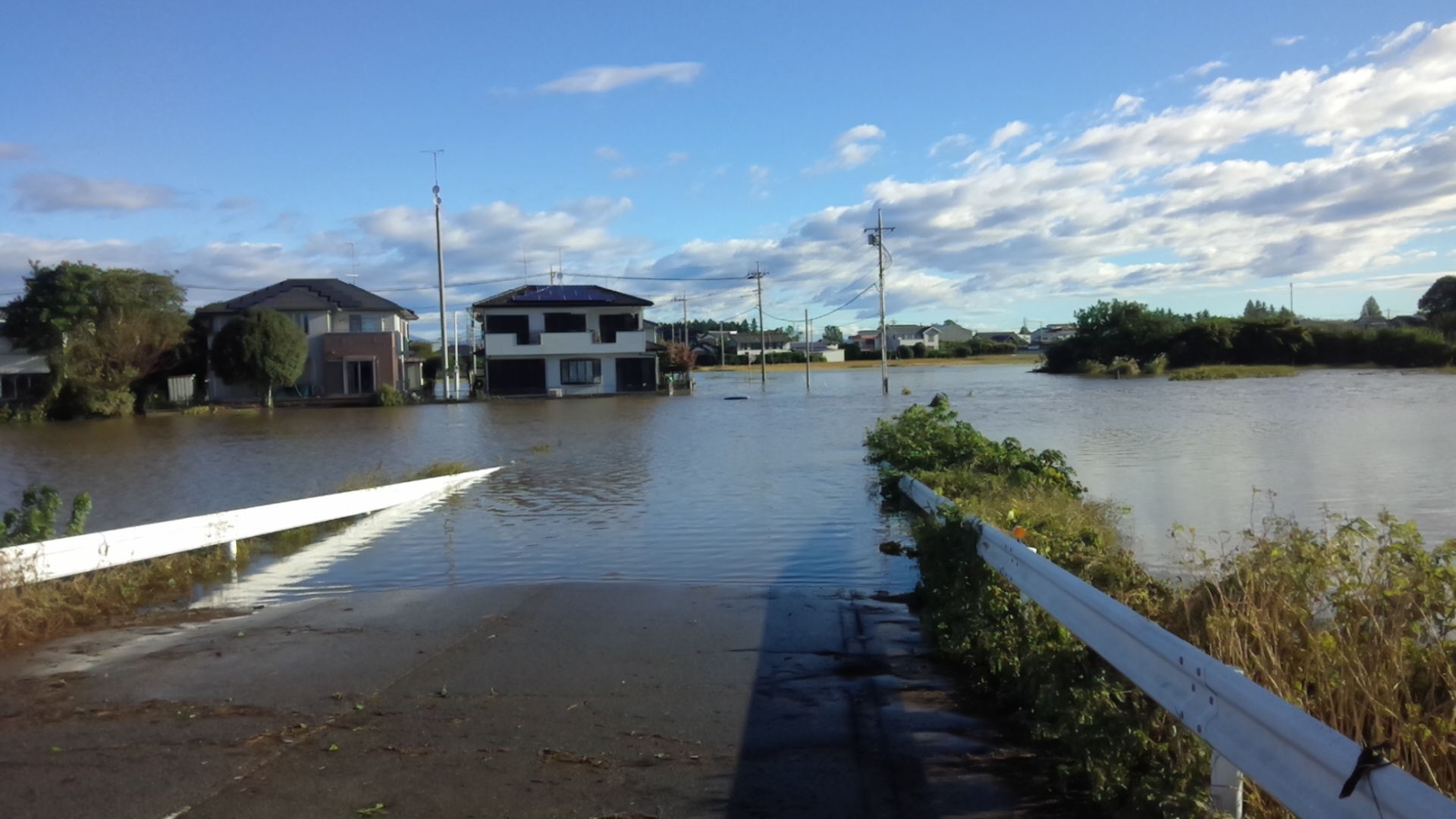
令和元年東日本台風による被害（太田市高林南町付近）
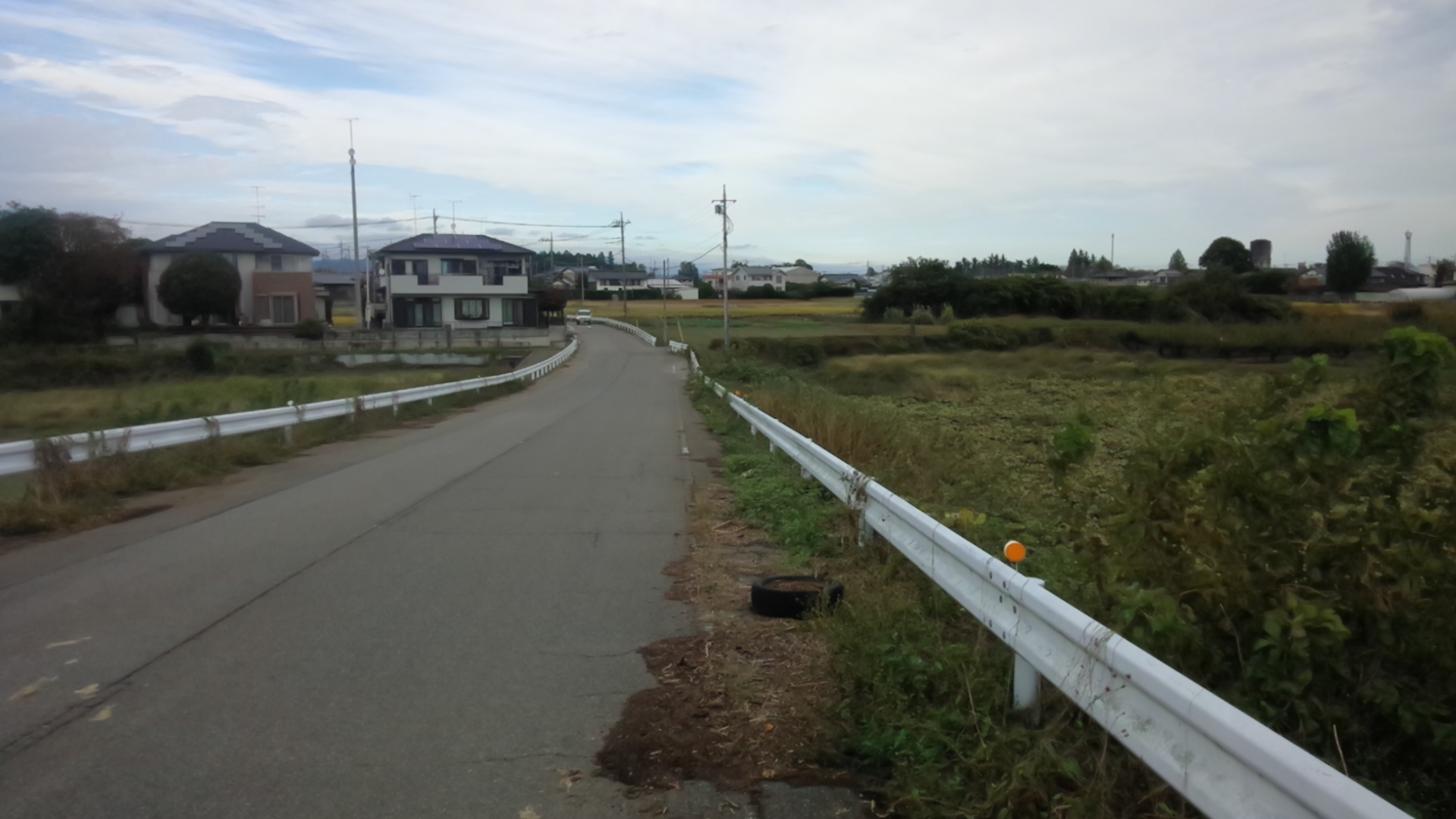
水が引いた一週間後の様子

## 支流
下流より記載
- 八瀬川
- 蛇川
- 聖川
- 高寺川
- 大川

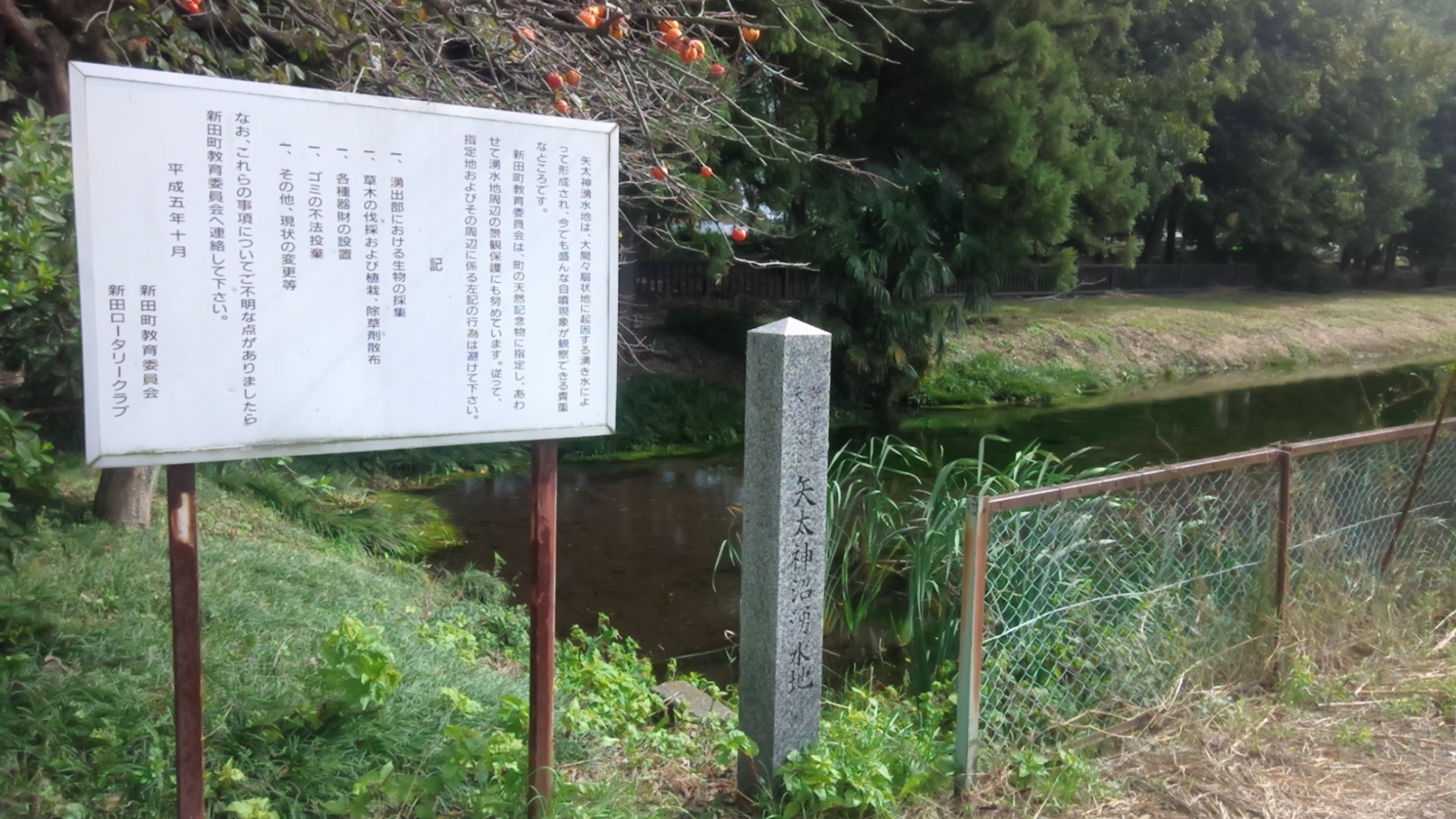
矢太神沼湧水地(太田市新田大根町)
南へ流れる石田川(太田市新田中江田町付近)
東へ転じる石田川(太田市世良田町付近)

## 石田川遺跡
カスリーン台風、キティー台風の被害を受けた堤防構築工事の際に、石田川周辺から土器などが出土した。それらはその後の調査で、石田川式土器と型式がつくられた。石田川遺跡と呼ばれる。